# Being Erica
Being Erica (Erica em Portugal; A Vida de Erica no Brasil) é uma série dramática canadense de televisão que foi ao ar em 5 de janeiro de 2009, sobre cooperação transfronteiriça.
Criado por Jana Sinyor, a série foi originalmente anunciada pela CBC como "The Session", mas foi renomeado Being Erica antes de estrear em 2009. É produzido pela Temple Street Productions e distribuído internacionalmente pela BBC.
No Canadá, a segunda temporada estreou em 22 de setembro de 2009. Apenas 12 episódios foram produzidos para a segunda temporada devido aos cortes orçamentais no CBC.
A terceira temporada estreou no Canadá no dia 21 de setembro de 2010. E a quarta temporada, estreou no dia 26 de setembro de 2011. Em 11 de fevereiro de 2011 foi confirmado que a quarta temporada é a última da série.

## Personagens
Em geral, os personagens atuais e passados de Being Erica são interpretados pelos mesmos atores, mas quando a viagem no tempo vai muito ao passado, versões muito mais jovens das personagens são apresentadas, interpretadas por diferentes atores. Em "Adultescence", por exemplo, a Erica Strange de doze anos de idade é desempenhado por uma jovem atriz.

## Ambiente
A série se passa, principalmente, em Toronto. Como tal, apresenta várias atrações e temas relacionados à cidade. Algumas estradas são atribuídas nomes diferentes do que elas têm na realidade.

## Produção
A Temple Street Productions está filmando a série em Toronto.
O episódio piloto foi filmado em novembro de 2007, enquanto o resto da primeira temporada foi gravado de julho a dezembro de 2008.

## Exibição internacional
A BBC está a lidar com as vendas internacionais.
| Country       | TV Networks      | Start Date              |
| ------------- | ---------------- | ----------------------- |
| Austrália     | ABC2             | 28 de Agosto de 2009    |
| Croácia       | Hallmark Channel | 27 de Setembro de 2009  |
| Hungria       | Hallmark Channel | 27 de Setembro de 2009  |
| Holanda       | Net 5            | 7 de Abril de 2009      |
| Polônia       | Hallmark Channel | 14 de Outubro de 2009   |
| Portugal      | Fox Life         | 19 de Agosto de 2009    |
| Sérvia        | Hallmark Channel | 27 de Setembro de 2009  |
| Eslováquia    | Hallmark Channel | 27 de Setembro de 2009  |
| Eslovénia     | Hallmark Channel | 27 de Setembro de 2009  |
| África do Sul | Hallmark Channel | Novembro de 2009        |
| Espanha       | Paramount Comedy | 17 de Setembro de 2009  |
| Turquia       | Fox Life         | 2 de Outubro de 2009    |
| Reino Unido   | E4               | 27 de Setembro de 2009  |
| EUA           | Soapnet          | 19 de Fevereiro de 2009 |
| Brasil        | GNT              | 5 de Janeiro de 2015    |

## Recepção
O episódio piloto teve uma audiência estimada de cerca de 600.000 durante a noite de estreia, mais tarde confirmada pela BBM Nielsen Media Research para 615.000 espectadores. [12]
Na Holanda, Being Erica estreou com 398.000 espectadores com uma quota de mercado de 5,9%. O resto da época tinha uma quota de mercado de 5,5%, segundo a Stichting KijkOnderzoek. Being Erica foi retirado do calendário, em 5 de líquido após o episódio do 10º para dar espaço para 90210 e Gossip Girl. Os episódios restantes começaram a ser exibidos a 10 de outubro. A série atingiu uma baixa o tempo todo, quando ele retornou na Net 5 ficou estável, mas após o segundo episódio.
No Reino Unido, Being Erica foi transmitido na E4. A primeira temporada estreou em 28 de setembro de 2009 e terminou em 14 de dezembro de 2009. Ele passou despercebido nos meios de comunicação britânicos, sendo ofuscada por shows nacionais e americanas.

### Avaliações
| Temporada | Timeslot (EDT) | Canal | Primeira Temporada     | Última temporada      | TV Season | Número médio de espectadores | Número médio de espectadores Holanda |
| --------- | --- | ----- | ---------------------- | --------------------- | --------- | ---------------------------- | ------------------------------------ |
| 1         | Segunda 9:00 P.M. (5 de Janeiro de 2009–2 de Fevereiro de 2009) Quarta 9:00 P.M. (11 de Fevereiro de 2009–1 de Abril de 2009) | CBC   | 5 de janeiro de 2009   | 1 de abril de 2009    | 2008–2009 | 580,000                      | 316,000                              |
| 2         | Tuesday 9:00 P.M. (September 22, 2009–)                                                                                       | CBC   | 22 de setembro de 2009 | 8 de dezembro de 2009 | 2009-2010 | 581,000                      | 266,000 (to date)                    |

## DVDs
| The Complete First Season |                        |                     |                       | |
| Set details               | Set details            | Set details         | Set details           | Special features |
|                           |                        |                     |                       | - Bonus Featurettes: - interviews with cast and producers - Por tras das Camaras - cenas Deletadas - audio commentaries - Weblogs de Erica |
|                           | Canadá                 | Países Baixos       | Austrália             | |
|                           |                        |                     |                       | |
| Episódios                 | 13                     | 13                  | 13                    | |
|                           |                        |                     |                       | |
| Aspect Ratio              | 1.78:1                 | 1.78:1              | 1.78:1                | |
|                           |                        |                     |                       | |
| Duração                   | 585 mins               | 585 mins            | 585 mins              | |
|                           |                        |                     |                       | |
| Audio                     | Dolby Digital 5.1      | Dolby Digital 5.1   | Dolby Digital 5.1     | |
|                           |                        |                     |                       | |
| Legendas                  | Inglês                 | Holandês            | None                  | |
|                           |                        |                     |                       | |
| No. de Discos             | 3                      | 4                   | 3                     | |
|                           |                        |                     |                       | |
| Região(ões)               | 0 (NTSC)               | 2 (PAL)             | 4 (PAL)               | |
|                           |                        |                     |                       | |
| Avaliação                 |                        |                     | M                     | |
|                           |                        |                     |                       | |
| Data de Lançamento        | 22 de setembro de 2009 | 26 de junho de 2009 | 5 de novembro de 2009 | |